# Lexis King
Ne doit pas être confondu avec Brian Pillman.
Brian Zachary Pillman (né le 9 septembre 1993 à Erlanger (Kentucky)) est un catcheur (lutteur professionnel) américain. Il travaille actuellement à la World Wrestling Entertainment, dans la division NXT, sous le nom de Lexis King. 
Il est également connu pour avoir travaillé dans diverses fédérations d'Amérique du Nord, sous le nom de Brian Pillman, Jr.
Il est le fils du catcheur Brian Pillman et devient catcheur en 2017.
Il a travaillé notamment à la Major League Wrestling (MLW) où il a été champion du monde par équipes de la MLW avec Teddy Hart et Davey Boy Smith, Jr. Il a également travaillé à la All Elite Wrestling ainsi qu'à la Ohio Valley Wrestling.

## Jeunesse
Brian Zachary Pillman est le fils du catcheur Brian Pillman, il grandit sans son père qui meurt le 5 octobre 1997 d'une crise cardiaque,. Il fait partie de l'équipe de football américain du Dixie Heights High School à Edgewood dans le Kentucky. Il étudie dans une université où il fait partie de l'équipe de crosse.

## Carrière de catcheur

### Débuts et diverses fédérations (2017-...)
Brian Zachary Pillman part à Calgary s'entraîner à la Storm Wrestling Academy de Lance Storm fin mai 2017. Il va aussi à l'école de l'Ohio Valley Wrestling où Rip Rogers l'entraîne. Il fait ses débuts le 30 décembre 2017 à l'Indianapolis Championship Wrestling où il bat Jonathan Wolf,.

### Major League Wrestling(2018-2021)
Le 15 août 2018,Brian Pillman, Jr. annonce la signature d'un contrat avec la Major League Wrestling (MLW). Il fait ses débuts dans cette fédération le 6 septembre où il forme The New Hart Foundation avec  Teddy Hart et Davey Boy Smith, Jr. et battent The Stud Stable (Leo Brien, Michael Patrick et Parrow). Plus tard, il l'emporte seul face à Vandal Ortagun. Ils sont alors les protégés de Kevin Sullivan et le 31 août, Sullivan interrompt Teddy Hart et Davey Boy Smith, Jr.. Hart s'énerve et attaque Sullivan alors qu'il s'apprête à partir puis Pillman, Jr. attaque son mentor.
Le 21 décembre 2018, Pillman et Davey Boy Smith, Jr. affrontent Tommy Dreamer et Barrington Hughes, Pillman fait gagner son équipe après avoir donné un coup de cane dans l'entrejambe de Dreamer. Dreamer et Pillman se font face le 11 janvier 2019 dans un Singapore Cane match où Pillman l'emporte.
Le 1er juin lors de Fury Road, il perd contre Alexander Hammerstone et ne remporte pas le MLW National Openweight Championship. Le 11 janvier 2020 lors de Zero Hour, il perd contre Jacob Fatu et ne remporte pas le MLW World Heavyweight Championship
Le 18 novembre lors de Restart, il perd contre Myron Reed et ne remporte pas le MLW World Middleweight Championship.

### All Elite Wrestling (2019-2023)
Il apparaît la première à la AEW lors de la Casino Battle Royale du Buy-In de AEW Double Or Nothing le 25 mai 2019.
Lors du AEW Dark du 14 juillet 2020, il perd contre Brian Cage et ne remporte pas le FTW Championship.
Le 10 juillet 2021, la AEW annonce la signature de Pillman.

### Ohio Valley Wrestling (2020)
Le 4 août 2020, Pillman fait ses débuts lors des enregistrements d'OVW TV en battant Corey Storm. Le 16 août, il bat le champion du monde de la OVW Tony Gunn par disqualification ne remportant pas le titre.
Le 5 décembre lors de Christmas Chaos, il bat Gunn et remporte le championnat poids-lourds de la OVW.

### WWE (2023-...)
Le 16 juillet 2023, PWInsider rapporte que Pillman a été aperçu en train de réaliser un tryout au WWE Performance Center. Il intègre officiellement le roster de la NXT fin août et des vidéos pour promouvoir son arrivée commencent à être diffusées lors de l'émission au courant du mois de septembre. Il change son nom de ring pour adopter celui de Lexis King.

## Palmarès
- Major League Wrestling (MLW)
  - 1 fois champion du monde par équipes de la MLW avec Teddy Hart et Davey Boy Smith, Jr.[26]
- Ohio Valley Wrestling
  - 1 fois OVW Heavyweight Champion[23]
- Supreme Wrestling
  - 1 fois champion Mid-America poids lourd de la Supreme[27]
- Warrior Wrestling
  - 1 fois Warrior Wrestling Champion (actuel)

## Récompenses des magazines
- Pro Wrestling Illustrated

| Année | 2019 | 2020 | 2021 | 2022 | 2023       | 2024 |
| ----- | ---- | ---- | ---- | ---- | ---------- | ---- |
| Rang  | 411  | 140  | 135  | 353  | Non classé | 368  |